# Annapolis Farewell
Annapolis Farewell és una pel·lícula dramàtica estatunidenca de 1935 dirigida per Alexander Hall i escrita per Frank Craven i Jack Wagner. La pel·lícula és protagonitzada per Guy Standing, Rosalind Keith i Tom Brown. La pel·lícula va ser estrenada el 23 d'agost de 1935 per Paramount Pictures.

## Argument
El comodor Fitzhugh, un vell oficial de marina retirat, viu a l'Acadèmia Naval d'Annapolis i, descontent amb la marina "moderna", li agrada parlar dels seus dies a la "vella" marina, especialment sobre la seva part a la batalla de la badia de Manila sota l'almirall George Dewey durant la guerra hispanoamericana, quan comandava el USS Congress.

## Repartiment
- Guy Standing com comodor Fitzhugh
- Rosalind Keith com Madeline Deming
- Tom Brown com Morton 'Click' Haley
- Richard Cromwell com Boyce Avery
- John Howard com Duncan Haley
- Benny Baker com Zimmer
- Louise Beavers com Miranda
- Minor Watson com comodor Briggs
- Ben Alexander com Adams
- John Darrow com Porter
- William Collier Sr. com Charlie
- Wheeler Oakman com comodor Lawson
- Samuel S. Hinds com Dr. Bryant

## Recepció
Frank Nugent, de The New York Times, va dir: "Rodat a Annapolis amb, com proclama l'anunci, la "cooperació alegre" de l'acadèmia, els fons del fotoplay són colorits. A més de Sir Guy, els altres membres del repartiment són insignificants, però hi ha bones actuacions de Tom Brown com el descarat, de John Howard (un nouvingut en comparació) com el seu germà gran i Louise Beavers com a mestressa de casa del comandant Fitzhugh. Un resum complet seria que la pel·lícula és extremadament sentimental, familiar però ben feta".